# Matilde del Sagrado Corazón
Matilde del Sagrado Corazón (Robledillo de la Vera, 30 de mayo de 1841 - Don Benito, 17 de diciembre de 1902), nacida como Matilde Téllez Robles, fue una monja católica española fundadora del Instituto de Amantes de Jesús e Hijas de María Inmaculada (llamado Hijas de María Madre de la Iglesia desde 1965). Fue beatificada en 2004.

## Biografía
Fue la segunda de los cuatro hijos de Félix Téllez Gómez y de Basilea Robles Ruiz. En noviembre de 1841, su padre de profesión notario, se establece con su familia en Béjar (Salamanca). 
Siendo adolescente manifestó ya su deseo de consagrar su vida al servicio de Dios, pero encontró oposición de su padre que prefería que su hija se casase. A los 23 años es elegida presidenta de la asociación de Hijas de María, recién establecida en Béjar, y poco después la nombran enfermera investigadora de las Conferencias de San Vicente de Paúl.
El 19 de marzo de 1875, juntamente con María Briz, fundó una Congregación con el nombre de Instituto de Amantes de Jesús e Hijas de María Inmaculada cuyo proyecto y reglas hubieron de recibir la aprobación del obispo. El 20 de enero de 1878, vistieron el hábito religioso en la iglesia de San Juan de Plasencia. En marzo de 1879, se trasladaron a la ciudad de Don Benito (Badajoz). Establecieron el noviciado, abrieron un hogar para niñas huérfanas, pusieron clase diaria para niñas externas, escuela dominical para jóvenes, atención a los enfermos en sus casas, y asistencia de primera necesidad para los pobres.
El 19 de marzo de 1884, el obispo diocesano, Pedro Casas y Souto, aprobó las primeras reglas y quedó constituido canónicamente este nuevo instituto religioso como de derecho diocesano, y la madre Matilde y las cinco primeras hermanas emitieron los votos religiosos.
En 1885 Don Benito fue asolado por una epidemia de cólera que le costó la vida a María Briz. En el barrio del Pradillo donde se había contagiado sor María Briz, sor Matilde abrió un Hospital y una escuela para los pobres. Se crearon fundaciones en Cáceres, Béjar, Almendralejo, Los Santos de Maimona, Trujillo, Villanueva de Córdoba y Valverde de Burguillos. Matilde Téllez murió el 17 de diciembre de 1902 a los 61 años.
El instituto obtuvo la aprobación pontificia en 1930.

## Beatificación
El 23 de abril de 2002, el Papa Juan Pablo II reconoció oficialmente las «Virtudes Heroicas» de la Sierva de Dios Matilde Téllez y al año siguiente se promulgó el Decreto sobre el milagro obrado por su intercesión necesario para aprobar su beatificación. El 21 de marzo de 2004, se celebró la ceremonia de beatificación en la plaza de San Pedro de Roma.